# 高照神社

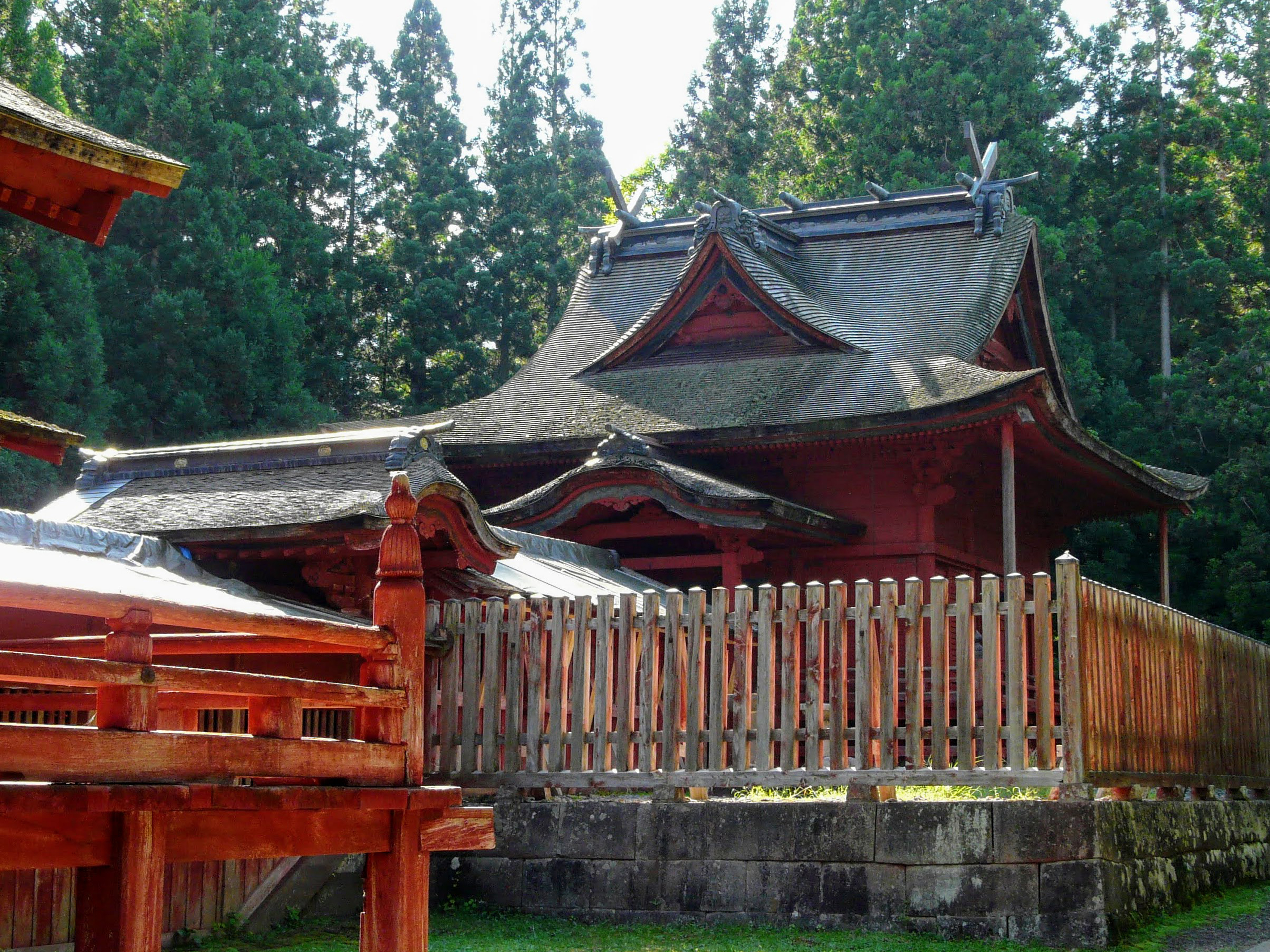
本殿（重要文化財）

高照神社（たかてるじんじゃ）は、青森県弘前市に鎮座する神社。弘前藩4代藩主・津軽信政の廟所に始まり、信政を神として祀る。平成18年（2006年）に社殿の多くが国の重要文化財に指定された。

## 祭神
以下の6柱を祀る。
- 武甕槌神
- 天児屋根命
- 伊波比主神
- 比売神
- 津軽信政命（弘前藩4代藩主）
- 津軽為信命（同・初代藩主）

## 歴史
宝永7年(1710年）に卒去した弘前藩4代藩主の津軽信政の廟所に起源を持つ。信政は生前、吉川神道の創始者・吉川惟足に師事していた経緯があり、信政の遺命により5代藩主・信寿が、幕府の神道方で吉川神道2代・吉川従長（よしかわ よりなが・1655 - 1730）を斎主とし神葬祭を行い、高岡の地に埋葬した。埋葬地には、本墓と拝墓の2つの墓碑が東西線軸上で前後に建てられ、後方（西側）にある本墓の八角柱の墓碑には「宝永七庚寅年」の銘が刻まれている。葬儀は津軽家の菩提寺の天台宗・報恩寺で、吉川神道に基づいた祭儀により営まれ、その後、遺骸は高岡に葬送し、遺髪・爪は報恩寺境内に五輪塔を建て納められた。
享保13年（1728年）に吉川従長が、信政の生前の仁徳や高岡の地への埋葬の経緯などを記した『陸奥国津軽高岡高照霊社御縁起』には、「信政は在世中から高岡を埋葬地に定めていた。」とあり、高岡の地には、津軽家の出自とされる藤原氏の氏神である春日4神を祀る小さな社があったことが、埋葬地と定めた理由の1つと考えられる。また他には「神葬祭は、従長の代理の北川武左衛門正種が執り行った。」、「御縁起執筆は、縁起を残すことにより神社の神徳が永遠に伝わることを目的とし、信政の嗣子の信寿が、従長に執筆を依頼した」などが記されている。
神葬祭が行われた翌年の正徳元年（1711年）に5代藩主・信寿が廟所を建立し、正德2年（1712年）に本殿や拝殿などの社殿が建立された。社殿などの境内への配置は、吉川神道の思想に基づいて構成し造営が行われているが、同じく吉川惟足に師事していた保科正之を祀る土津神社の社殿（慶応4年・1868年の戊辰戦争時に焼失）を模した準権現造の社殿となっている。社殿建立にあたり、由緒ある弘前の古名である「高岡」の地名を、この地に冠したとされる。江戸時代には信政が吉川神道から授かった「高照霊社」の霊社号（神号）にちなみ「高照霊社」と称され、また藩士たちからは、由緒ある弘前の古名から「高岡様」と崇敬され、藩政時代を通じ津軽氏歴代藩主により崇敬されていた。
宝暦5年(1755年)には、7代藩主・信寧が拝殿を造り替え、9代藩主・寧親が文化7年(1810年)に随神門を、文化12年(1815年)に廟所門を建立している。
文政13年（1830年）に10代藩主・信順により社殿の北側50 メートルほどの場所に、社殿の並びに平行の東西線に沿って馬場が整備され、馬場が完成後に「神馬牽入始之儀」が行われたが、歴代藩主や一族、重臣により奉納された大絵馬には、神馬奉納などの華やかな光景が描かれている。
明治初年に高照神社と改称し郷社となり、明治4年（1871年）に春日4神を配祀。明治10年（1877年）に藩祖・為信を合祀、明治13年（1880年）に県社に列した。藩によって神社管理のために配置された高岡の住人は、現在も拝殿の開閉や、境内の草刈り、冬季の屋根の雪下ろしなどの維持管理を行っている。

## 地理

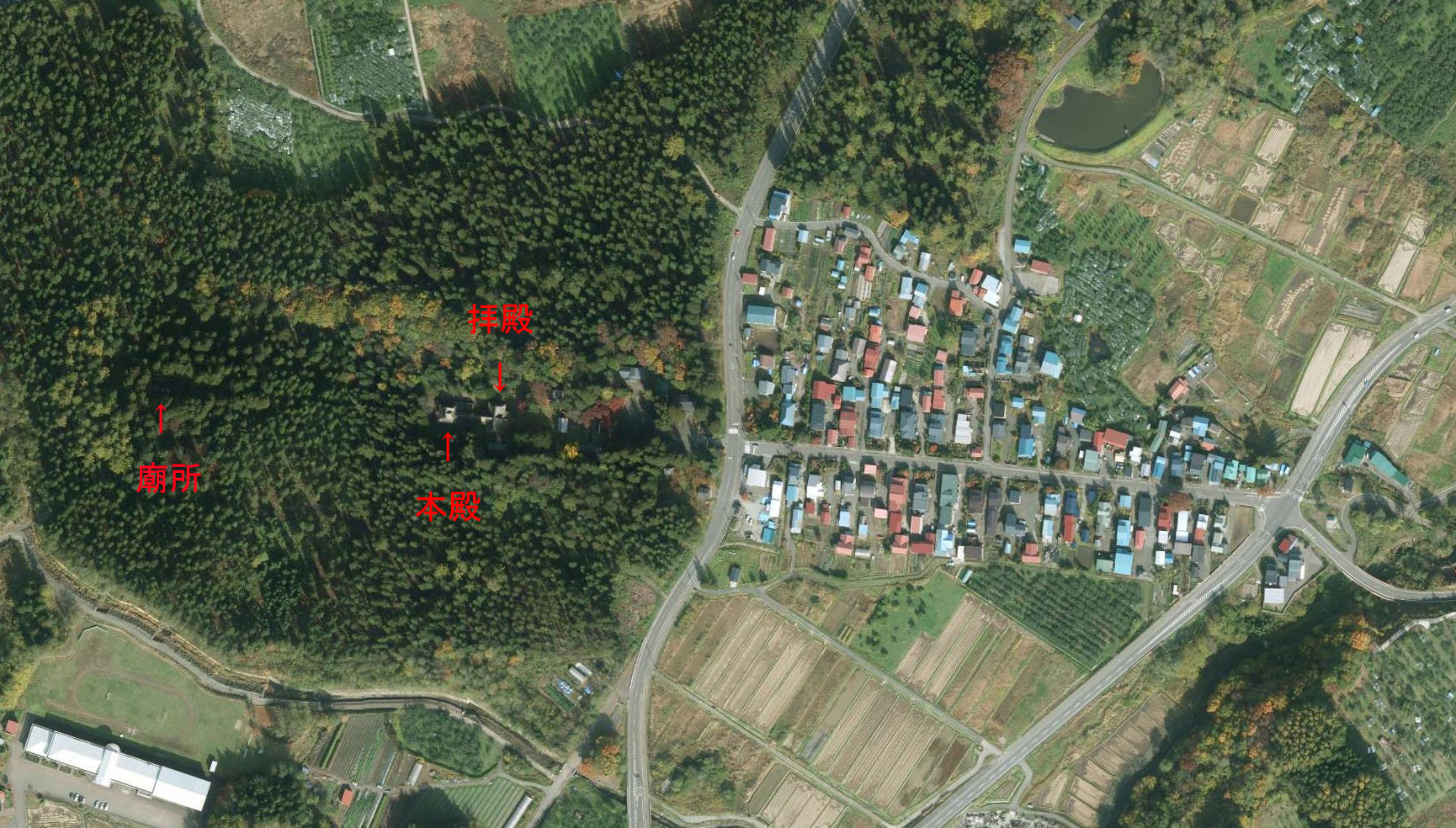
境外参道・高岡街道から廟所周辺の航空写真

境内は弘前城の西方約10 キロメートルの古くから山岳信仰の対象とされてきた岩木山山麓にあり、西方約1 キロメートルには、津軽藩の総鎮守・岩木山神社が鎮座する。また、この地には高照神社が建立される前から、津軽家の出自とされる藤原氏の氏神の春日4神を祀る小さな社があり、この地の元の名は、葛原村に属する神馬野（じんめの）という名の原野であったが、社殿建立にあたり、由緒ある弘前の古名である「高岡」の地名を冠したとされる。「神馬野」の名は、現在も高照神社と境外参道・高岡街道の集落の小字名として残る。
社殿は東西線の軸上に一直線に並び配置されており、東から西へ、一ノ鳥居、随神門、拝殿・幣殿、東軒廊、中門、西軒廊、本殿と続き、本殿後方の西側約200 メートルに信政墓の廟所が位置する。また一の鳥居から東方向の門前の境外参道である高岡街道、および門前の集落の配置なども藩により計画的に整備されている。高岡街道は、百沢寺（現・岩木山神社）への参道の百沢街道から分岐したあとに、約400 メートル弱の距離が一直線で、また高照神社の社殿と同一の東西線軸上に配置されており、高岡街道から廟所までの約800 メートルの距離が東西線軸上に一直線に並んでいる。また高岡街道は藩により整備され、松並木が植栽されており、百沢街道の松並木とともに県の天然記念物に指定されている。

## 吉川神道との関わり
寛文11年(1671年)に信政が26歳の時に、幕府の神道方の吉川惟足を師事する。
吉川惟足は、吉田神道を提唱する吉田兼倶一族の萩原兼従に師事し、宗家の子弟にも授けられていなかった道統を付された。惟足の思想は、吉田神道を基礎とし、仏教的色彩を除き、朱子学の思想を取り入れた理学神道により治国の道を説いており、道徳的側面を強調し、社家中心の神道に批判的傾向にあったが、吉川神道を創始し江戸時代以降の神道に新しい流れを生み出した。門下生として、徳川頼宣、保科正之、前田綱紀などの諸大名が多く、有力者の信任を得たことで天和2年(1667年)には徳川綱吉から幕府の神道方を命じられている。
信政が江戸参勤中には、惟足、またはその子・源十郎従長（吉川従長）から、毎月2，3回の講義を受け、また信政は子・信寿や資徳のほか、希望する藩士にも学ぶこと許し聴講させている。吉川神道の講義・筆記の教本は数10巻にものぼるとされるが、元禄6年（1693年）12月に「一事重位」、元禄13年年（1700年）3月に「二事重位」、宝永元年（1704年）2月には「三事重位」の奥秘の相伝を受けている。惟足が死去したため、「三事重位」は従長から相伝と道統の伝位を受けている。また、惟足の内弟子・北川新次郎(金右衛門正種、または武左衛門)を200石で召しかかえ、5代藩主・信寿の嫡男・信興の守役とさせている。
元禄8年（1695年）に「高照霊社」の霊社号（神号）を授けられ、『陸奥国津軽高岡高照霊社御縁起』によると、信政が壮年になった宝永7年（1710年）に吉川惟足から吉田神道では最高奥秘の四重奥秘「神籬磐境之大事（ひもろぎいわさかのだいじ）」を授けられるまで極めたと記されている。四重奥秘が授けられたのは保科正之に次ぎ2人目である。

## 藩による高照霊社運営
高照霊社（現・高照神社）には、4代藩主・信政の廟所があり、また信政を神として祀っていることから、領内では最高の権威を誇る神社であり、歴代藩主・藩士からの崇敬が厚く、藩が手厚く管理・運営していた。境内用地買い上げから、社殿建立に及ぶまでの費用は約3万両とされる。江戸期の各時代により貨幣価値は変わるが、現在の貨幣価値で表すと数十億円もの藩費を費やしたことになる。
藩は境内を霊地と定め、社領300石を与え、神官として祭司役を置き、神社管理のための掃除小人らを配し、藩による管理・維持体制を整えている。享保6年（1721年）には、門前の集落に掃除小頭1人、掃除小人8人を配置するにさいに、祭司役が大工を伴い屋敷割を行っている。『新撰陸奥国誌第二巻』によると、宝暦年間には、先述の9軒（人）の他に「御神馬付小人」3人が確認でき、明治には20軒と記録されている。明治元年（1868年)の『高岡祭司下役并御宮附小人共迄人別増減書上帳』には、祭司役の配下に、祭司下役、掃除頭、宮付小人が置かれ、門前に12軒、同居1軒、馬28匹と記されている。
『高岡霊験記』に弘前藩の宝暦改革での寺社保護に関す記録が残る。宝暦年間のころ、弘前藩の累積の借財高が藩の年間収入の2倍近くに達していたため、宝暦3年（1753年）に儒学者・乳井貢を勘定奉行に登用し改革に着手した。乳井は、調方(しらべかた)役所を新設して諸役所を統括し、宝暦5年（1754年）に財政の最高責任者の元司職(もとししょく)となり、強力な改革推進体制を構築。改革は寺社政策にも及び、領内で最高の権威を誇る高照霊社に対しても例外を認めず徹底したものだったとされる。

## 高照霊社の存在意義
津軽信政は、弘前藩の「中興の英主」と見なされ、「名君」として語られることが多く、また藩主で唯一、神として祀られていることから（藩祖・為信は明治になり合祀）、領内最高の権威を誇る神社として藩主、藩士などからの崇敬が厚く「高岡様」として信仰の対象となり、また祭日には拝礼を欠かさなかったとされ、藩では社領300石を与え、高照霊社（現・高照神社）を管理する諸役人を任命し、藩として維持・運営を行っている。また改元や重要な政策遂行、吉凶事などのおりに、重臣を使者に立て、高照霊社（現・高照神社）に事柄一つ一つを、その都度報告していることから、高照霊社は藩の精神的よりどころとしての存在であったといえる。
それら報告した内容を記した文書を「お告書付（おつげかきしょ）」と呼び、享和元年（1801年）から1919年（大正8年）までに報告された253件・255点の文書群が現存し、市指定有形文化財となっている。
高照霊社に現存する最も古い「お告書付」は享和元年(1801年)だが、「お告書付」が書かれた記録として、『国日記』によると高照霊社創建時の正徳2年（1712年）5月3日条に見えるのが初見で、その後は、宝暦5年（1755年）7月7日条の1度、寛政元年（1789年）4月17日、5月16日、5月25日条の3度と頻度が少ない。しかし、享和2年（1800年）10月15日条以降は毎年行われている。この時期の藩主は、9代藩主（就任・1791年 - 1820年）・寧親で、弘前藩の寛政改革を実施しているが、藩士土着政策が主な改革政策だが、それには蝦夷地警備が問題としてあった。改革は失敗に終ったが、蝦夷地警備を精神面で強化する方策のひとつとして、より一層の高照霊社への崇敬に結びつく「お告書付」へと導いて行ったといえる。
また寧親は、創建から100年以上経過している高照霊社の随身門、御廟所門を新たに建立しているほか、社殿に種々修繕を加えている。また、10代藩主・信順は、社殿北側に馬場を整備していることからも、高照霊社を藩政に取り入れることにより「神威発揚(しんいはつよう)」がなされ、蝦夷地警備の問題を抱えながらも、藩体制の維持・強化をする政策であったといえる。

## 境内
- 参道 - 境外参道の高岡街道から境内の参道まで一直線に配置され、高岡街道には藩により松並木が植樹されており、百沢寺（現・岩木山神社）への参道の百沢街道の松並木と供に、県の天然記念物に指定されている[15]。
- 馬場 - 土塁などが復元整備され、広さが長さ156 メートル、幅15.6 メートルの馬場が復元されている。江戸時代には馬場で神馬奉納が行われていた。

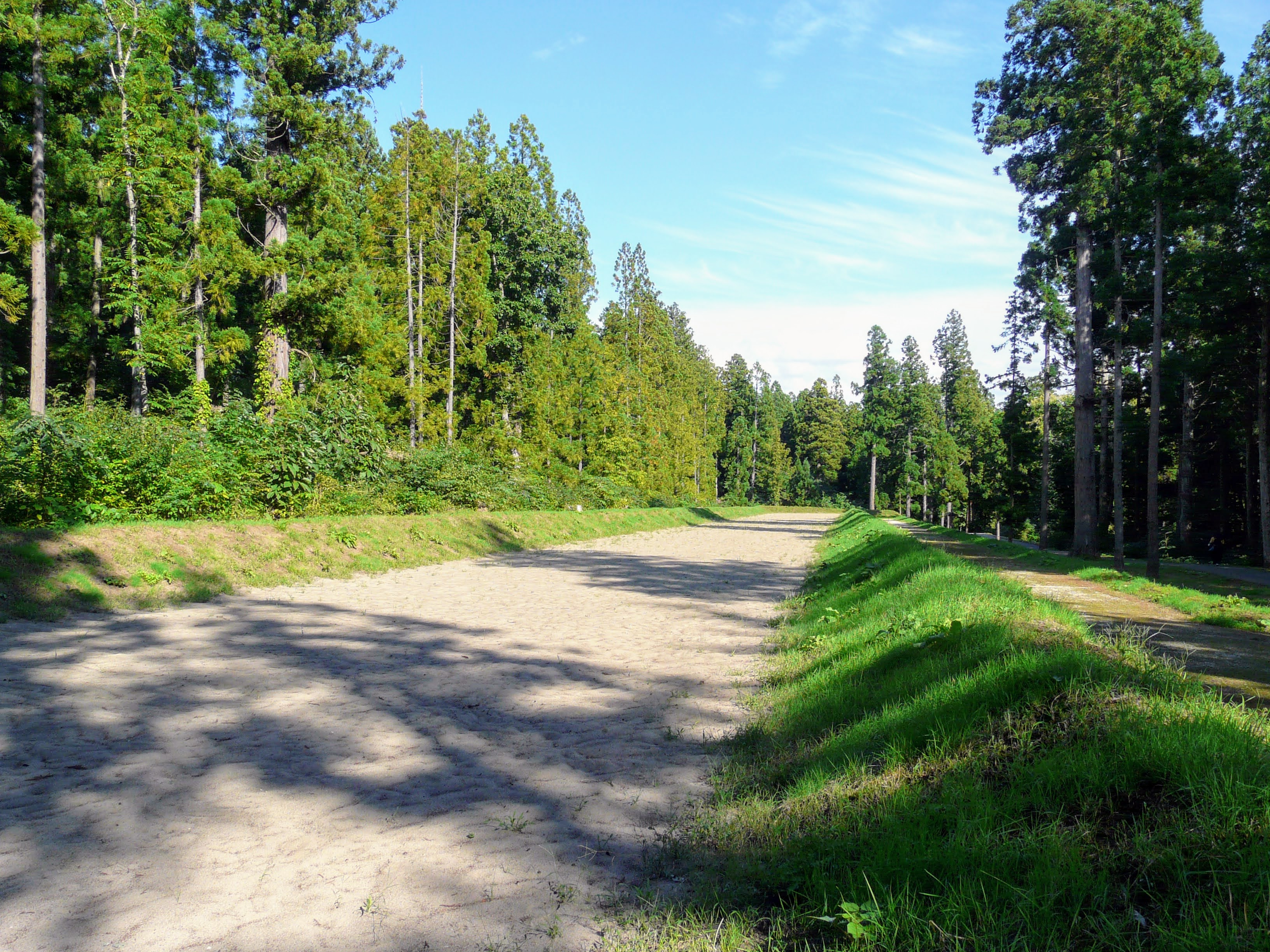
復元された馬場

### 社殿
吉川神道に基づき計画され、境外参道の高岡街道を含め、境内参道、鳥居、拝殿、本殿、廟所までが東西軸上に一直線に配置され、社殿構成も独特とされ、全国的にもあまり類例がないものとされる。社殿の造営時期は大きく正徳期・宝暦期・文化期に分かれるが、地方的特色を備えるとともに各時期の造形をよく現し、近世における神社建築の展開の一端を示すものとして高く評価されている。

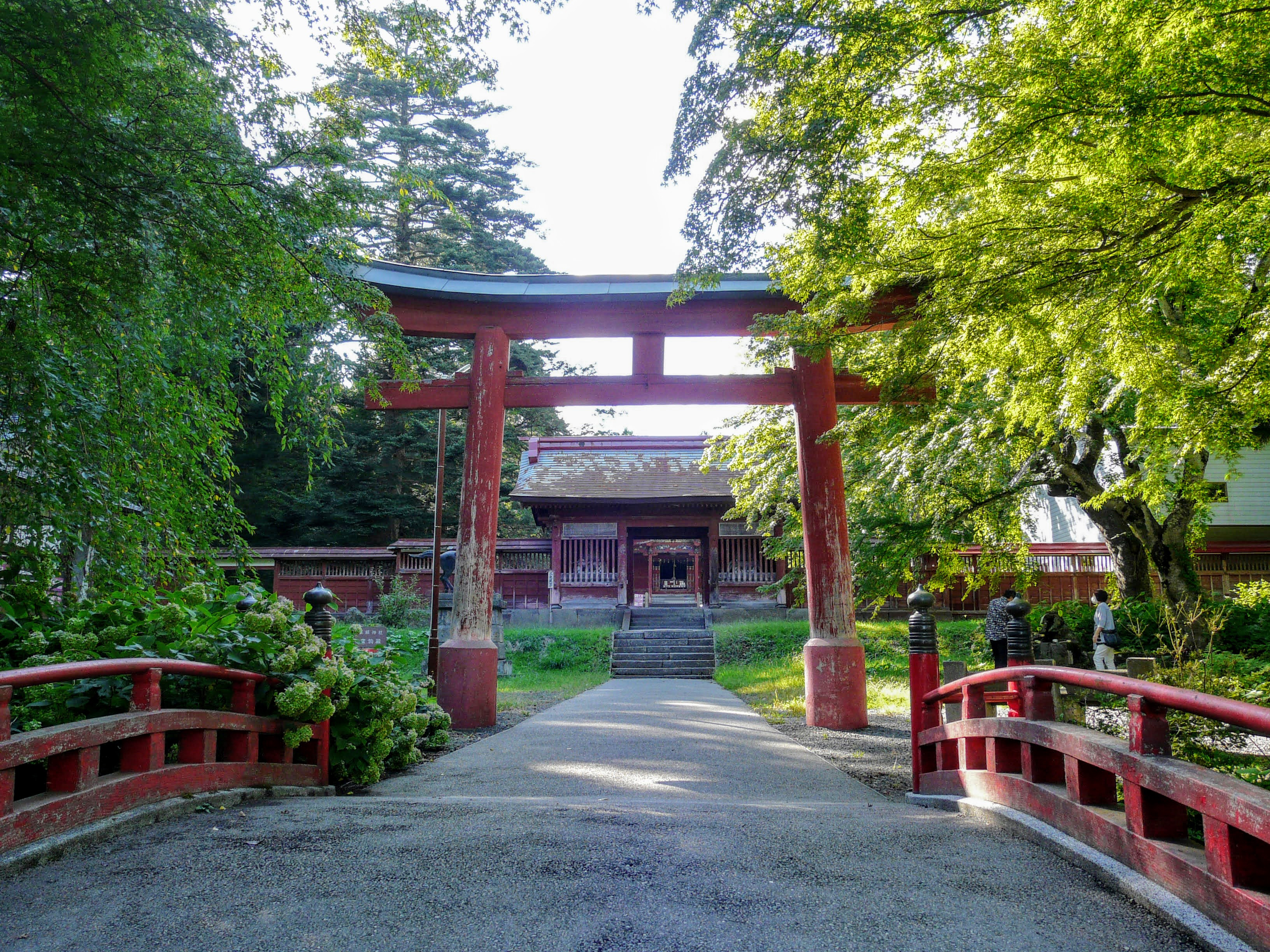
鳥居後方に随神門、その奥に拝殿
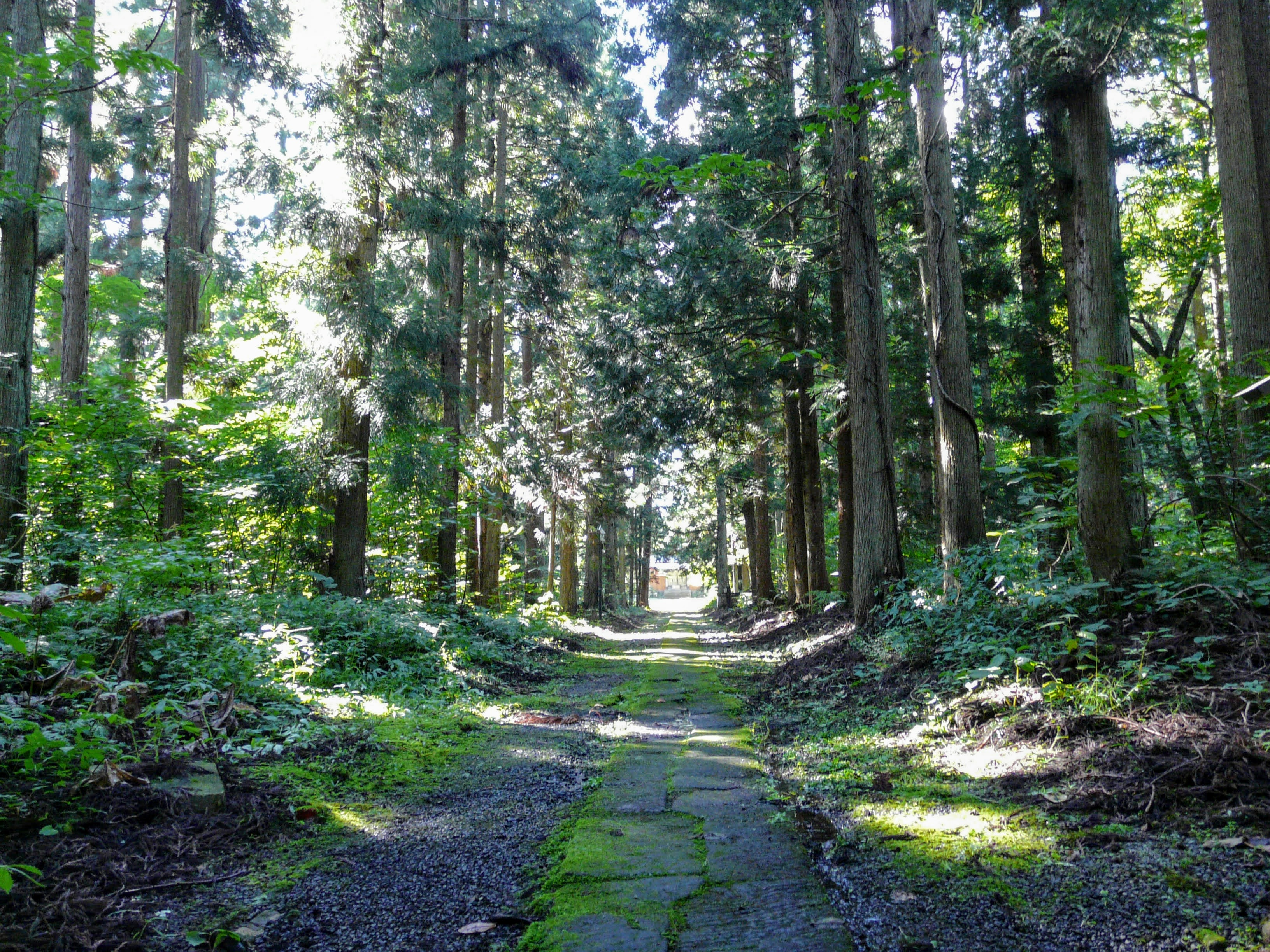
廟所への参道
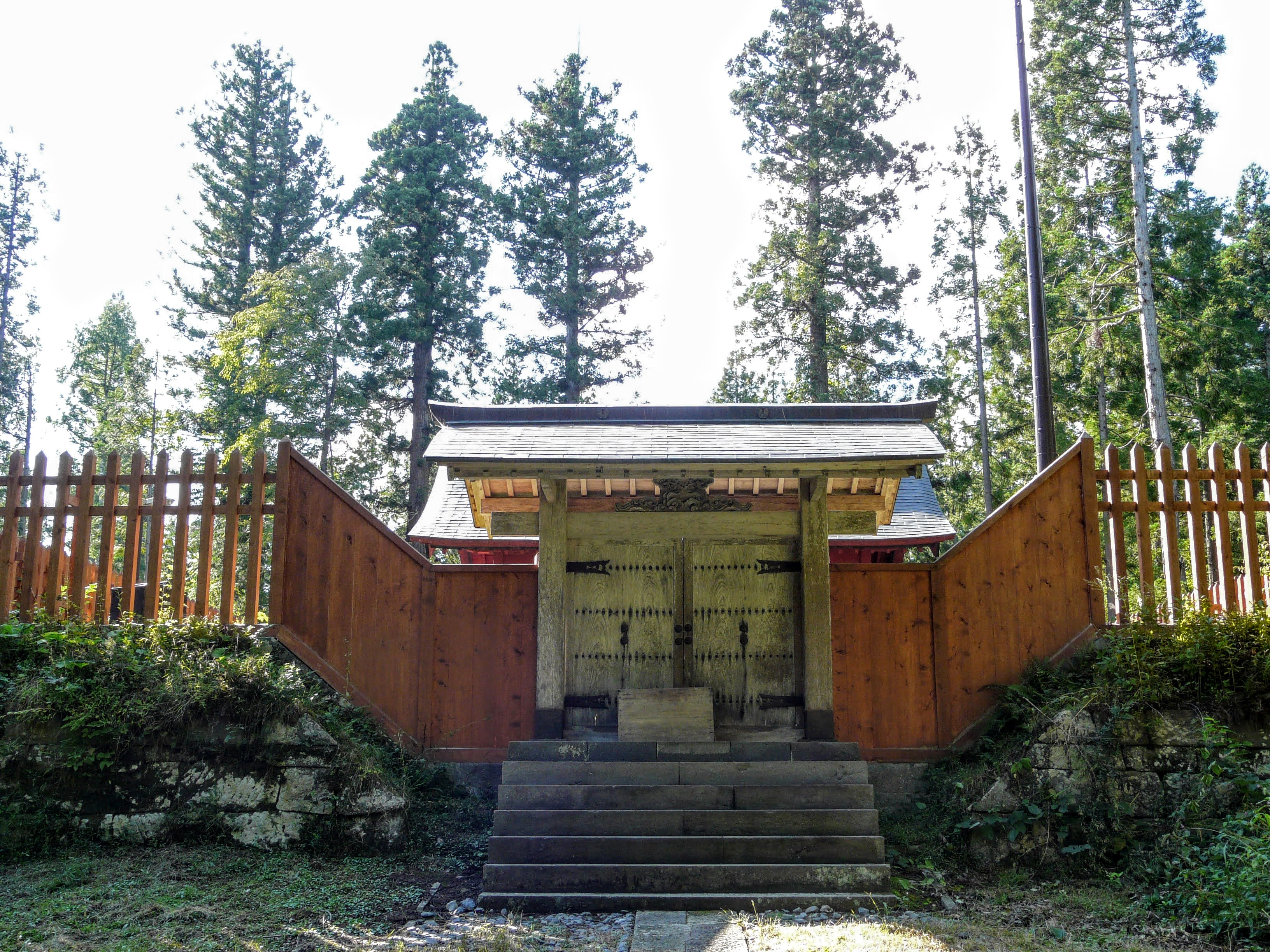
廟所門（重要文化財）

本殿は方3間の入母屋造で、正面屋根に千鳥破風が付き、1段低く構えた1間の向拝には唐破風が付く。内部は一室で、外廻りは丹塗、内部は朱漆塗。中央基壇上に方一間の宮殿が置かれている。中門は1間1戸の平唐門で、西軒廊を介して本殿に、東軒廊を介して幣殿に続く。東西両軒廊はともに桁行4間梁間1間の切妻造で、石敷き床に連子窓を連ねてあるが、東軒廊の幣殿に接続する1間分の屋根は1段高く構えられている。以上いずれも杮葺で、5代藩主・信寿による正徳2年の造営である。
幣殿と拝殿は一体となった建築で、幣殿は梁間3間桁行2間の切妻造妻入で、拝殿背面中央に接続し、平面図では拝殿から幣殿が突き出た凸の字状となっている。拝殿は桁行7間梁間3間の入母屋造、正面屋根に千鳥破風が付く、中央3間に軒唐破風の向拝を張り出し、極彩色で彩られた透彫の彫物で飾られている。幣殿、拝殿ともに外廻りは丹塗、内部はともに弁柄塗。これも杮葺で宝暦5年（1755年）の7代藩主信寧の造替にかかる。ただし、現在は幣殿・拝殿が一体になった構造であるが、拝殿に残る棟札には幣殿のことが全く記されておらず、また構造や手法がやや異なると見られている。拝殿前（東）方に3間1戸の随神門がある。切妻造鉄板葺の八脚門で、文化7年（1810年）9代藩主寧親による造営。

### 廟所
本殿後背（西）には200 メートル隔てて信政の廟所があり、切妻造銅板葺の1間腕木門の廟所門が建つ（文化12年（1815年）9代寧親の造替）。廟所拝殿は5代藩主信寿による正徳元年の信政の葬儀に際して建立された桁行3間、梁間2間の切妻造銅板葺で、内部は一室、背面一間が突出する。外廻りは丹塗で、内部は床から天井まで朱漆塗。その奥に墓石が2基、前後に並び、後（西）方のものを本墓、前（東）方のものを拝墓とされる。本墓は、二重の八角形の石造台座の上に、八角形石柱が立ち、頂部に笠石が載る。拝墓は、三重の方形の石造台座の上に方形石柱が立つ。本墓の碑文は吉川神道・吉川従長の筆による物で「高照霊社 寛永七庚寅年十月十八日 津軽越中守藤原信政従五位下朝散太夫」とあるが、1877年（明治10年）に藩祖・為信を合祀した際に、「高照」の字を削り「高岡」とした跡が残る。
木柵が廟所拝殿に接して東西を長軸とする長方形状に配置され、2基の墓石を囲むように建ち、木柵上部には板屋根が付く。また木柵の外周には石垣と土塁が同様に長方形状に築かれ、その上に瑞垣が建てられ、正面の廟所門に繋がる。木柵は丹塗りで、瑞垣は素木である。
以上の社殿8棟と墓2基が平成18年に重要文化財の指定を受けた。なお、境内には宝物殿もあり、その他工芸品等の文化財を収蔵、公開している。

## 高岡の森弘前藩歴史館
祭神であり4代藩主の津軽信政の遺品や歴代藩主や一族、重臣たちが奉納した大絵馬、また明治に入り藩祖・為信を合祀した際に多くの旧・藩士から奉納された武具刀剣類を含め約5200点（2018年4月現在）の宝物を所有するが、約60年前に建てられた高照神社宝物殿は、温湿度管理もできず老朽化が激しいため、境内の参道脇の隣接地に、2018年（平成30年）4月1日に高岡の森弘前藩歴史館が新規オープンした。
施設概要
- 施設構造 - 鉄筋コンクリート造・一部鉄骨造、２階建
- 建築面積 - １700.70 ㎡
- 延床面積 - １636.56 ㎡
- 展示面積 - 424.00 ㎡
- 収蔵面積 - 521.80 ㎡

## 文化財

### 重要文化財（国指定）
建造物
- 高照神社 8棟・2基 - 2006年（平成18年）7月5日指定。※一部物件は個人所有
  - 本殿 附：宮殿（くうでん）1棟
  - 中門
  - 西軒廊
  - 東軒廊
  - 拝殿及び幣殿 附：棟札1枚
  - 随神門 附：高塀 2棟
  - 廟所拝殿
  - 廟所門 附：手水舎、四の鳥居
  - 津軽信政公墓（拝墓）
  - 津軽信政公墓（本墓）

工芸品
- 太刀（銘 友成作） 附：糸巻太刀拵 - 1925年（大正14年）4月24日指定。

平安時代末期から鎌倉時代初期の作品で、藩祖為信が豊臣秀吉から拝領し、最後藩主12代・承昭が寄進したものという。大正14年に古社寺保存法に基づく国宝（旧・国宝）に指定され、1950年（昭和25年）文化財保護法施行に伴い重要文化財となっている。
- 太刀（銘 真守） 附：糸巻太刀拵 - 1926年（大正15年）4月19日指定。

鎌倉時代中期から末期にかけての制作で、4代藩主・信政が佩用していたものを、5代信寿が寄進したとの伝来を持つ。茎は後世で手が加えられいない生茎で、古さから考えても貴重である。1926年（大正15年）に古社寺保存法に基づく国宝（旧・国宝）に指定され、1950年（昭和25年）文化財保護法施行に伴い重要文化財となっている。

### 青森県指定

#### 県重宝[注 11]
工芸品
- 津軽信政着用具足 1領 - 1956年（昭和31年）5月14日。

4代藩主・信政のもので、没後の正徳元年（1711）に5代藩主・信寿が高照神社へ寄進。兜の鉢は鎌倉時代末期の明珍宗政作の古鉢を利用し、その他は江戸時代中期の作。兜は、三十八間四方白筋兜で、鉢には3条の鎬垂、前立の龍頭には金髯（ひげ）、脇立の鹿の角には、窪みの中に金を埋める沈金の技法を施している。吹返には鍍金で作られた津軽家家紋の牡丹の丸文金物が据えられている。胴は、黒割小札を紺色で威し、草摺は7間。大袖と菱縫は、黒に近い藍色の「褐（かち）」色で威してある。
- 高照神社刀剣類 11口 -  2000年（平成12年）4月19日指定。

1877年（明治10年）に、藩祖・為信が合祀に際し、旧家臣などから奉納されたもの。

#### 有形民俗文化財
- 高照神社奉納額絵馬 54枚 - 1990年（平成2年）8月3日指定。

享保13年(1728年)に5代藩主・信寿が奉納した絵馬から、慶応4年(1868年)までに奉納された52枚と、1875年（明治8年）と1883年（明治16年）の2枚。52枚のうち、25枚が藩主やその家族、黒石津軽家当主が奉納し、これらは額の上部が山型となっている。他の27枚は、奉納者不詳もあるが藩重臣の奉納と考えられている。最大の絵馬は、信寿が奉納した絵馬で、縦：160 センチメートル、横：194 センチメートルあり、他も絵馬も大きく、絵師は、弘前藩召抱えの新井晴峰らである。図柄は神馬が多く、日本、中国の歴史上の人物や仙人、鶴や鷹、旭日に松など慶事にかかわるものである。高照霊社(明治以後に高照神社となった)に祀られた4代藩主・信政の遺徳を敬い、藩内の平穏を祈願し、吉事の報告のために奉納された絵馬である。

#### 天然記念物
- 百沢街道および高岡街道の松並木 - 1999年（平成11年）4月21日指定。

百沢街道は、百沢寺（現・岩木山神社）への参詣道、高岡街道は、高岡霊社（現・高照神社）への参拝道で、松並木は、樹齢150 - 300年と考えられる。『要記秘鑑』文化6年（1809年）の条に植栽と松並木育成策について記されている事から、藩により整備されていたと窺える。現存する松は、百沢街道に63本、高岡街道に20本で、樹種は、アカマツとアイグロマツである。

### 弘前市指定
有形文化財
建造物
- 藤原信政公霊所 瑞垣・木柵 - 1986年（昭和61年）1月8日指定。

文化財名の「藤原信政」の「藤原」は、津軽氏の本姓による。
- 高照神社文庫 1棟 - 1995年（平成7年）11月9日指定。

享保5年(1720年)以前に建立された文庫蔵と考えられ、江戸期の境内絵図に御宝蔵と記されている。以前は、4代藩主・信政ゆかりの重要文化財の太刀などの道具類や、貴重な文書、物品を収納していたが、現在は使用されておらず、覆屋で保護されている。
- 神饌殿 1棟 - 2001年（平成13年）10月15日指定。

建築年代は不詳だが宝暦5年（1755年）の境内絵図に記されているため、重要文化財の現・拝殿と同時期に建立と考えられる。床は板敷で、南北に板戸の窓があり、他は板壁で、出入り口は渡廊側と南西隅の2箇所ある。拝殿南に隣接し建ち、一本の渡廊で繋がっている、境内絵図には拝殿と2本の渡廊で繋がり、一体の社殿景観を構成している。老朽化し倒壊の危険性があり、解体し部材として保存されている。
絵画
- 屏風 1双 - 1992年（平成4年）1月31日指定。

絵師・新井常寛筆の紙本金地著色、六曲一双の屏風。左隻に王子喬、右隻に東方朔の仙人図。大きさは左・右隻とも縦：176 センチメートル、横：382 センチメートル。制作年は不詳。享保13年、14年に高照神社に奉納された絵馬も常寛筆で、この時の絵馬奉納者は5代藩主と妻と側室、世子と妻、嫡孫、娘、4代藩主の娘と家老1人である。新井常寛が、藩の公的な絵画制作を行っていたことが窺われる。絵師の新井家は江戸定府のお抱え絵師で、貞享3年(1686年)に初代・寒竹常償が召抱えられ、幕末まで7代続いた。享保17年（1732年）に当・屏風の絵師・朴也常寛が、新井家2代を継いでいる。
- 信政公葬送図絵巻 1幅 - 1992年（平成4年）1月31日指定。

高岡の地に4代藩主・信政が葬送された時の様子を描く絵巻。縦：27.2 センチメートル、横：1052 センチメートル。奥書に「右者従御仮殿御喪屋江之御行列之御規式御座候　天保四癸巳年八月吉曜日　斎藤八郎左衛門藤原規房、行年六十五歳、奉謹集之　賀田村住玉慶、行季六十二歳敬画之」と記されている。奥書にある「斎藤八郎左衛門規房」は、藩の学問所和学方御用係で高岡祭司役。江戸で神道家・吉川源十郎門に師事し、神学の皆伝を受けている。絵師は今井玉慶で、藩お抱え絵師・今村養淳に師事し、狩野派の技法を学ぶ。天保5年（1834年）に没し、当・絵巻が最晩年の作である。
- 甲州廿四将之図 1幅 - 1992年（平成4年）1月31日指定。

絵師・平尾魯仙作。絹本著色。縦：187 センチメートル、横：101 センチメートル。武田二十四将図とも称され、武士の主従の理想とされた題材で、武田信玄を中心に家臣24人が描かれている。人気の題材のため、錦絵などにも描かれ民間に流布し、江戸時代半ばには基本的な構図が定まっていた。絵師・平尾魯仙は津軽出身で、幕末から明治に活躍。俳人、国学者としても知られる。仏画、人物、風景や種々の記録などあらゆる領域を描き、多くの徒弟を育て、津軽の明治画壇の中心であった。
工芸品
- 高照神社刀剣類 20口 - 1985年（昭和60年）2月27日指定。

| - 刀 - 無銘 - 刀 - 銘：勝光 - 刀 - 銘：獅吼 - 刀 - 銘：千手院 - 刀 - 銘：弘前住紀倫賀 - 刀 - 銘：弘前住紀倫賀 明治三年二月日 - 刀 - 銘：奥州弘前住助宗 | - 脇差 - 銘：山城國住源綱廣 相州住綱廣 - 脇差 - 銘：相模守来國吉 - 脇差 - 銘：相州住廣次作 永正四年九月日 - 脇差 - 銘：肥州河内守藤原正廣 - 短刀 - 銘：吉光 - 短刀 - 銘：大和守秀國 明治四年二月日 |

以下、1992年（平成4年）1月31日に追加指定。
| - 刀 - 銘：奉納津軽住人國俊造之 昭和丗四年己亥年八月十一日高照神宮御宝前他不与之 - 脇差 - 銘：豊後住藤原行光 - 剣 - 銘：摂津住源正久造 | - 薙刀 - 銘：陸奥守包保 - 薙刀 - 銘：陸奥大掾橘盛宗 - 薙刀 - 銘：兼英 - 平三角槍 - 無銘 |

- 梨地蒔絵文台・硯箱 - 1992年（平成4年）1月31日指定。

梨地金高蒔絵。津軽のぶ奉納品。文台は、高さ：13 センチメートルの小さな机で、歌会などで懐紙や短冊を載せるために用いられた。通常、硯箱と対をなすデザインで飾られている。
- 唐櫃 1合 - 2003年（平成15年）3月28日指定。

朱塗金御紋脚付。唐櫃とは脚のついた唐風の櫃のこと。宝物長持とも呼ばれ、4代藩主・信政の遺品。直筆の『中臣祓』、吉川従長筆『陸奥国津軽高岡高照霊社縁起』などを収納するための誂え物。
書跡
- 中臣祓 - 1992年（平成4年）1月31日指定。

神道の中臣祓の祝詞の文言を書写したもの。奥書に「元禄十一戊寅年十一月十一辛巳日　陸奥国津軽郡弘前城主　従五位下越中守藤原朝臣信政謹書」とあり、4代藩主・信政直筆である。「藤原朝臣信政」は、津軽氏の本姓が「藤原」であることによる。
- 源氏物語之詞 2巻 - 1992年（平成4年）1月31日。

54名の公家が、『源氏物語』54帖の各巻の一部を仮名書体で書写したもの。津軽のぶ奉納品。現存する奉納目録に「近衛基熈公御筆、両軸堂上方寄合書、筆者目録添」とある。
- 衝立 1基 - 1992年（平成4年）1月31日指定。

書家・佐々木玄龍筆。4代藩主・信政遺品。信政の政治哲学を示しているとされ、弘前城中で「畏天命」（てんめいをおそれる）を信政側に、「畏大人」（たいじんをおそれる）を家臣に向けて置かれていた。大きさは縦：158 センチメートル、横：95 センチメートル。
古文書
- お告書付 1式 - 1992年（平成4年）1月31日指定。

高照神社は、中興の英主・津軽信政を祀り、藩の精神的拠り所であった。江戸時代後期以降、改元や重要な政策遂行、藩内の吉凶事のおりに、重臣を使者に立て同社に報告されていた。享和元年（1801年）から1919年（大正8年）までに報告された253件・255点の文書群である。
- 高照神社収蔵古文書類 1式 - 2003年（平成15年）3月28日指定。

561件659点の文書群。藩管理下の神社だったため、神社の縁起や祭礼の記録、祭司役の御用留、神領・神田関係などの古文書が多く残こる。
歴史資料
- 旗指物 1旒 - 1992年（平成4年）1月31日指定。

1877年（明治10年）旧・藩士族が奉納。関ヶ原の戦いに出陣し使用した背旗で、初代藩主・為信より拝領したと伝承されている。
天然記念物
- シダレザクラ 1本 - 1998年（平成10年）11月5日指定。

推定樹齢300年、樹高：16 メートル、幹周：2.76 メートル。青森市の大星神社再建時に、4代藩主・信政が大星神社にシダレザクラを植樹したと伝わり、その頃に高照神社へも植えられたと考えられている。
- ウラジロモミ 2本 - 1998年（平成10年）11月5日指定。

推定樹齢200年。樹高：22 メートル、幹周：4.94 メートル。9代・10代藩主時代に植樹され、場所からすると神木として扱われていたと考えられる。
- サワラ 1本 - 1998年（平成10年）11月5日指定。

推定樹齢300年、樹高：25 メートル、幹周：3.5 メートル。自然のサワラは岩手県中部が北限とされる。神社や屋敷に植栽されるが、津軽地方では「地サワラ」と呼ばれ、数本確認されているだけである。